# Saison 3 de Hart of Dixie
Chronologie
Saison 2 Saison 4
Cet article présente les épisodes de la troisième saison de la série télévisée américaine Hart of Dixie.

## Généralités
- Cette saison sera composée de 22 épisodes.
- Aux États-Unis, elle est diffusée depuis le 7 octobre 2013 sur The CW. Elle sera déplacée au vendredi à 21 h à partir du 21 mars 2014[1].
- Au Canada, elle est diffusée en simultané sur CHCH-DT (Hamilton) et CHEK-DT (Victoria).
- En France, elle est diffusée dès le 23 octobre 2015 sur June.
- Elle est inédite dans tous les autres pays francophones.

## Synopsis
Une jeune médecin hérite d'un cabinet médical d'une petite ville du Sud des États-Unis habitée par d'extravagants personnages. Dès son arrivée, elle est courtisée par un pêcheur bad-boy qui lui dédie une chanson ainsi qu'un avocat de bonne famille.

## Distribution

### Acteurs principaux
- Rachel Bilson (VF : Séverine Cayron) : Dr Zoe Hart
- Jaime King (VF : Esther Aflalo) : Lemon Breeland
- Cress Williams (VF : Mathieu Moreau) : Lavon Hayes
- Wilson Bethel (VF : Pierre Lognay) : Wade Kinsella
- Tim Matheson (VF : Philippe Résimont) : Dr Brick Breeland
- Scott Porter (VF : Bruno Mullenaerts) : George Tucker
- Kaitlyn Black (en) : Annabeth Nass[2]

### Acteurs récurrents
- McKaley Miller (VF : Nancy Philippot) : Rose Hattenbarger
- Ross Philips : Tom Long
- Mallory Moye : Wanda
- Reginald VelJohnson : Dash DeWitt
- Brandi Burkhardt (en) : Crickett
- Esther Scott (en) : Delma Warner
- Claudia Lee (en) : Magnolia Breeland
- Mircea Monroe : Tansy Kinsella
- Armelia McQueen (en) : Shula Whitaker
- Peter Mackenzie (en) : Reverend Peter Mayfair
- John Eric Bentley : le shérif Bill
- Carla Renata (en) : Susie
- Christopher Curry (en) : Crazy Earl
- Dawn Didawick : Frederick Dean
- Eric Pierpoint (en) : Harold Tucker
- Ilene Graff : Clora Tucker
- Kim Robillard : Sal Nutter
- JoBeth Williams : Candice Hart
- Kevin Railsback : Fred Sawaya
- Matt Lowe : Meatball
- Josh Cooke : Joel[3]
- Antoinette Robertson : Lynly[4]
- Ryan McPartlin : Carter Covington[5]
- Robert Buckley : Peter[6]
- Lauren Bittner (en) : Vivian[7]
- Eddie Matos (en) : Enrique[8]
- Barry Watson : Davis Polk[9]

## Invités
- The Head and the Heart (en) : invité musical[10] (épisode 3)
- Danielle Bradbery : invité musical (épisode 8)

## Épisodes

### Épisode 1:Partir, revenir
- États-Unis : 7 octobre 2013 sur The CW[11]
- Québec : 25 août 2014 sur Séries+[12]
- France : 23 octobre 2015 sur June

- États-Unis : 1,03 million de téléspectateurs[13]

Après avoir travaillé pendant 5 mois dans au service des urgences dans un hôpital de New York, Zoe retourne à Bluebell avec son nouveau petit-ami écrivain, Joel. Tout le monde lui en veut pour avoir envoyé un email disant qu'elle partait pour toujours. Zoe doit faire signer à Brick un document pour un médecin de New York. 
Annabelle est toujours avec Lavon. La cousine de Lavon, Lynly, est en ville. Personne n'a parlé à George depuis qu'il est parti en tournée. Brick et sa nouvelle fiancée se séparent et Lemon a une aventure avec un inconnu. 

### Épisode 2:Un couple parfait
- États-Unis : 14 octobre 2013 sur The CW
- Québec : 1er septembre 2014 sur Séries+
- France : 23 octobre 2015 sur June

- États-Unis : 1,06 million de téléspectateurs[14]

### Épisode 3:La médecine dans la peau
- États-Unis : 21 octobre 2013 sur The CW
- Québec : 8 septembre 2014 sur Séries+

- États-Unis : 1,05 million de téléspectateurs[15] (première diffusion)

- The Head and the Heart (en) (invité musical)

### Épisode 4:La nuit, tout est possible
- États-Unis : 28 octobre 2013 sur The CW
- Québec : 15 septembre 2014 sur Séries+

- États-Unis : 1,05 million de téléspectateurs[16] (première diffusion)

- Maree Cheatham (Grandma Bettie)

### Épisode 5:Mission intégration
- États-Unis : 4 novembre 2013 sur The CW
- Québec : 22 septembre 2014 sur Séries+

- États-Unis : 1 million de téléspectateurs[17] (première diffusion)

### Épisode 6:Traditions familiales
- États-Unis : 11 novembre 2013 sur The CW
- Québec : 29 septembre 2014 sur Séries+

- États-Unis : 1,11 million de téléspectateurs[18] (première diffusion)

### Épisode 7:Je cours vers toi
- États-Unis : 18 novembre 2013 sur The CW
- Québec : 6 octobre 2014 sur Séries+

- États-Unis : 1,03 million de téléspectateurs[19] (première diffusion)

### Épisode 8:Miracles
- États-Unis : 25 novembre 2013 sur The CW
- Québec : 13 octobre 2014 sur Séries+

- États-Unis : 1,01 million de téléspectateurs[20] (première diffusion)

- Danielle Bradbery (invité musical)

### Épisode 9:Info ou Intox?
- États-Unis : 13 janvier 2014 sur The CW
- Québec : 20 octobre 2014 sur Séries+

- États-Unis : 1,19 million de téléspectateurs[21] (première diffusion)

- Mircea Monroe (Tansy)

### Épisode 10:La Star du show
- États-Unis : 20 janvier 2014 sur The CW
- Québec : 27 octobre 2014 sur Séries+

- États-Unis : 1 million de téléspectateurs[22] (première diffusion)

- Mircea Monroe (Tansy)

### Épisode 11:La Dernière chance
- États-Unis : 27 janvier 2014 sur The CW
- Québec : 3 novembre 2014 sur Séries+

- États-Unis : 1,16 million de téléspectateurs[23] (première diffusion)

- Dondre Whitfield (Lt. Governor)
- Lauren Bittner (Vivian)

### Épisode 12:Dans la peau d'un Cow-boy
- États-Unis : 3 février 2014 sur The CW
- Québec : 10 novembre 2014 sur Séries+

- États-Unis : 1,21 million de téléspectateurs[24] (première diffusion)

### Épisode 13:Soyez naturel
- États-Unis : 10 février 2014 sur The CW
- Québec : 17 novembre 2014 sur Séries+

- États-Unis : 1,03 million de téléspectateurs[25] (première diffusion)

- JoBeth Williams (Candice Hart)
- Lauren Bittner (Vivian)
- Mircea Monroe (Tansy)
- Matt Oberg (Scooter McGreevy)

### Épisode 14:À la conquête du cœur
- États-Unis : 21 mars 2014 sur The CW
- Québec : 24 novembre 2014 sur Séries+

- États-Unis : 1,03 million de téléspectateurs[26] (première diffusion)

- JoBeth Williams (Candice Hart)
- Claudia Lee (en) : Magnolia Breeland

### Épisode 15:Le choix de Lemon
- États-Unis : 28 mars 2014 sur The CW
- Québec : 1er décembre 2014 sur Séries+

- États-Unis : 940 000 téléspectateurs[27] (première diffusion)

- Lauren Bittner (Vivian)

Le maire Levon tente désespérément de vendre des billets pour la fête Renaissance qu'il organise à Bluebell. Mais les habitants sont beaucoup plus intéressés par la rivalité qui s'est installée entre Carter et Enrique; les 2 amants de Lemon qui ne sait toujours pas qui choisir entre le gentleman et le poète. Les 2 hommes s'adonnent donc à un enchaînement de cadeaux, compliments et autres preuves d'amour. Pour aider la jeune femme dans son choix mais aussi pour attirer plus de gens à la fête, Levon décide d'organiser un duel dans lequel les 2 prétendants de Lemon s'affronte. Le vainqueur remportera alors la main de sa Majesté Breeland.
De son côté Zoé apprend que Joel a engagé les frères de Tanzy; les Truitts pour rénover leur maison, et un léger accident entraîne Chicken à porter plainte contre le couple qui engage alors pour se défendre, l'avocat George Tucker.

### Épisode 16:L'Amour longue distance
- États-Unis : 4 avril 2014 sur The CW
- Québec : 8 décembre 2014 sur Séries+

- États-Unis : 730 000 téléspectateurs[28] (première diffusion)

- McKaley Miller (Rose Hattenbarger)

### Épisode 17:Le sort s'acharne
- États-Unis : 11 avril 2014 sur The CW
- Québec : 15 décembre 2014 sur Séries+

- États-Unis : 810 000 téléspectateurs[29] (première diffusion)

- Cole Sand (fils de Vivian)
- Barry Watson (Davis)

### Épisode 18:De retour en selle
- États-Unis : 18 avril 2014 sur The CW
- Québec : date inconnue sur Séries+

- États-Unis : 800 000 téléspectateurs[30] (première diffusion)

- Lauren Bittner (Vivian)
- Claudia Lee (Magnolia)

### Épisode 19:Un homme meilleur
- États-Unis : 25 avril 2014 sur The CW

- États-Unis : 750 000 téléspectateurs[31] (première diffusion)

- Lauren Bittner (Vivian)

Lavon organise le barbecue du maire avec les "Hiboux"; les "Belles" décident de boycotter l'événement pour soutenir Annabeth. Ils harcèlent tous les deux Tom Lang pour assurer l'éclairage de leur spectacle. Celui-ci, très stressé par le choix à faire entre ses deux amis, n'arrive pas à féconder sa femme, Wanda, qui prend des médicaments pour stimuler son ovulation. Finalement, Lavon et Annabeth rassurent Tom et se réconcilient, pour le bien de Bluebell.
Vivian décide de partir avec son ex-mari qui a trouvé un nouvel emploi à Baton-Rouge. Zoe n'a rien fait pour faire changer d'avis sa cousine Vivian et Wade lui en veut.

### Épisode 20:À nouveau ensemble
- États-Unis : 2 mai 2014 sur The CW

- États-Unis : 660 000 téléspectateurs[32] (première diffusion)

- Mallory Moye (Wanda)
- Ross Philips (Tom)

Les parents d'Annabeth viennent rencontrer Davis, son nouveau petit ami, mais ils ne lui laissent pas sa chance parce qu'ils se sont attachés à Lavon. Annabeth lui demande donc de leur parler. 
Zoé et George partent à la recherche d'un critique culinaire : George, pour tenter de se rattraper de l'erreur commise en cuisine, et Zoé pour tenter de se racheter auprès de Wade. Mais ce sont Lemon et Wade qui tombent sur le monsieur en question et arrivent à l'amener dans leur restaurant respectif.

### Épisode 21:Blocage
- États-Unis : 9 mai 2014 sur The CW

- États-Unis : 760 000 téléspectateurs[33] (première diffusion)

- Alan Autry (Mayor Gainey)

### Épisode 22:La Seconde Chance
- États-Unis : 16 mai 2014 sur The CW[34]

- États-Unis : 880 000 téléspectateurs[35] (première diffusion)

- Reggie Hayes (Don Todd)
- Maree Cheatham (Grandma Bettie)
- Barry Watson (Davis)